# Dirk van Merheim (14e eeuw)
Dirk van Merheim was de tweede echtgenoot van Maria van Boxtel, die erfvrouwe van de heerlijkheid Boxtel was.
Hij stamde uit de adellijke familie Van Merheim, afkomstig van de heerlijkheid Merheim, die bij Keulen ligt. De familie Van Boxtel bezat eveneens goederen in de omgeving van Keulen.
Dirk en Maria trouwden kort na 1350 en in 1356 deden zij leenverheffing voor Boxtel bij de Duitse keizer Karel IV. Ook het bezit van de heerlijkheid Grevenbroek en de heerlijkheid Gansoijen werd door de Duitse keizer goedgekeurd. Het document waarin dit beschreven wordt is het oudste document waarin de band tussen de Duitse keizer en de heerlijkheid Boxtel wordt aangetoond. Merkwaardig is wel dat het landgoed Stapelen een leen was van de Hertog van Brabant.
In 1357 werden de bewoners van de dorpen van Grevenbroek door Dirk bevestigd in het recht van de schepenbank om in hoger beroep te gaan bij de schepenbank in Vlijtingen. Doch in 1360 was Grevenbroek al verkocht aan Jan van Hamal. In 1361 werd de heerlijkheid Gansoijen verkocht aan Maria van Brabant.
Dirk komt nog voor in documenten uit 1361 en 1364.
De zoon van Dirk en Maria was Willem van Merheim. Deze was minderjarig toen Dirk overleed, waarop Maria nog enige tijd de voogdij waarnam. Het is niet duidelijk wanneer precies Willem als heer van Boxtel ging functioneren.